# Margit von Batthyány
Margareta von Batthyány, genannt Margit von Batthyány, geborene Thyssen-Bornemisza (* 22. Juni 1911 auf Schloss Rechnitz im Burgenland, Österreich; † 15. September 1989 in Castagnola in der Schweiz) war eine Unternehmertochter und Großgrundbesitzerin. Zusammen mit ihrem Mann Ivan Batthyány besaß sie ab 1938 Gut und Schloss Rechnitz. Beim Massaker von Rechnitz wurden im März 1945 etwa 180 arbeitsunfähige jüdische Zwangsarbeiter von mehreren Gästen eines von ihr und ihrem Mann veranstalteten Festes erschossen.

## Herkunft und Familie
Margit war eine Tochter von Heinrich Baron Thyssen-Bornemisza de Kászon aus der Unternehmerfamilie Thyssen und seiner Ehefrau Margit Baronesse Bornemisza de Kászon et Impérfalva. Ihr Großvater väterlicherseits war August Thyssen, mütterlicherseits Gábor Bornemisza de Kászon et Impérfalva aus dem ungarischen Adelsgeschlecht Bornemisza. Nachdem Heinrich Thyssen 1906 seine Frau geheiratet hatte, wurde er ungarischer Staatsbürger, ließ sich von seinem Schwiegervater adoptieren und kaufte die Güter Schachendorf und Rechnitz, zu dem auch Schloss Rechnitz gehörte.

## Leben

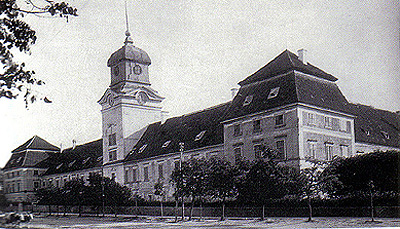
Schloss Rechnitz, um 1930

Margareta von Thyssen-Bornemisza wurde 1911 auf Schloss Rechnitz geboren. 1933 heiratete sie den ungarischen Grafen Ivan von Batthyány (1910–1985), den zweitältesten Sohn des Fürsten und Armenarztes Ladislaus Batthyány-Strattmann († 1931). Die Batthyány waren historisch mit Rechnitz verbunden, da die Herrschaft mit dem Schloss jahrhundertelang in ihrem Besitz war. 1938 erhielten Margit und ihr Ehemann Schloss und Gut von Heinrich Thyssen als Hochzeitsgeschenk überschrieben.
Im Zweiten Weltkrieg wurde das Schloss als Erholungsort für Mitglieder der Waffen-SS genutzt. In der Nacht vom 24. auf den 25. März 1945, dem Abend vor Palmsonntag, kurz vor dem Einmarsch der Roten Armee, veranstaltete sie ein Fest für die lokale NSDAP und die SS. Gemäß den Prozessakten des Landgerichts Wien aus der Nachkriegszeit waren auch die Eigentümer des Schlosses, Graf und Gräfin Batthyány, damals anwesend. Während dieser Veranstaltung wurden in der nahe gelegenen Scheune Kreuzstadl beim Massaker von Rechnitz etwa 180 ungarisch-jüdische Zwangsarbeiter von Teilnehmern des Festes ermordet.
Margareta von Batthyány erlebte noch den Einmarsch der Roten Armee, es gelang ihr jedoch die Flucht in die Schweiz. Sie wurde nach dem Krieg der Mittäterschaft und der Unterstützung der Haupttäter bei ihrer Flucht verdächtigt. Trotz entsprechender Mitteilungen an das österreichische Justizministerium wurde nie eine Anklage erhoben.
Sie ließ sich nach dem Krieg im schweizerischen Sitz der Familie Thyssen, der Villa Favorita in Castagnola bei Lugano, nieder und widmete sich der Zucht von Rennpferden. Aus ihrer Zucht stammen unter anderem Nebos und die Sieger des Deutschen Derbys Fanfar und Marduk. Mit der in den USA gekauften Stute San San gewann sie 1972 das bedeutendste Galopprennen der Welt, den Prix de l’Arc de Triomphe. Darüber hinaus besaß sie Gestüte in Deutschland (Bad Homburger Gestüt Erlenhof), Frankreich und den USA. Mit dem von ihr selbst gezogenen Hengst Caro hinterließ sie bleibende Spuren in der Vollblutzucht. Ihr Bruder Hans Heinrich Thyssen-Bornemisza war ein berühmter Kunstsammler; seine Sammlung befindet sich im Museo Thyssen-Bornemisza, einem der wichtigsten Museen Madrids.

## Dokumentarfilm
- Totschweigen, Regie und Drehbuch: Margareta  Heinrich, Eduard  Erne. Österreich/Deutschland/Niederlande, 1994.